# Adriano Ferreira Martins
Adriano Ferreira Martins (født 21. januar 1982) er en brasiliansk fodboldspiller.